# Mummenschanz

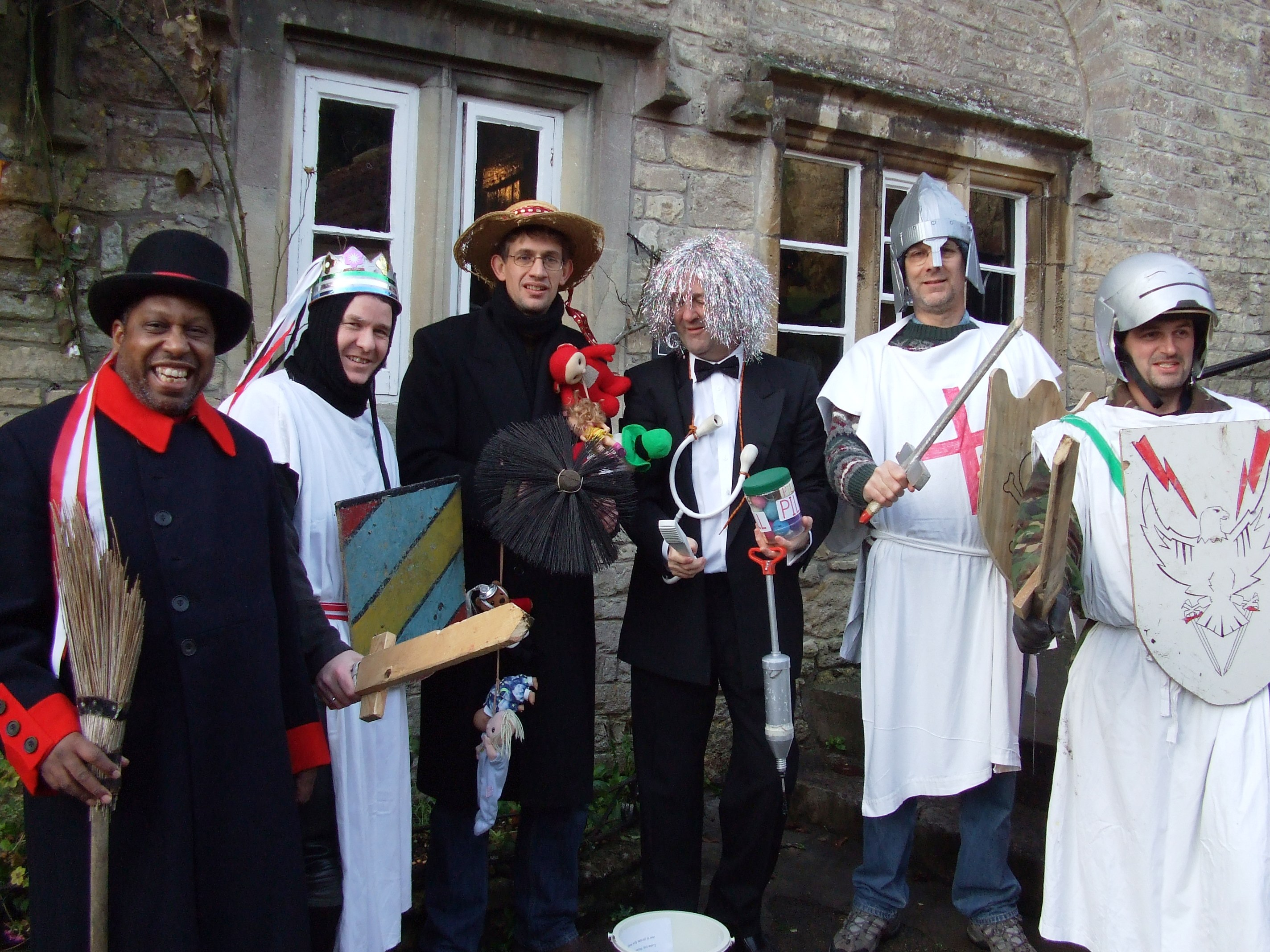
Mummenschanz in Großbritannien

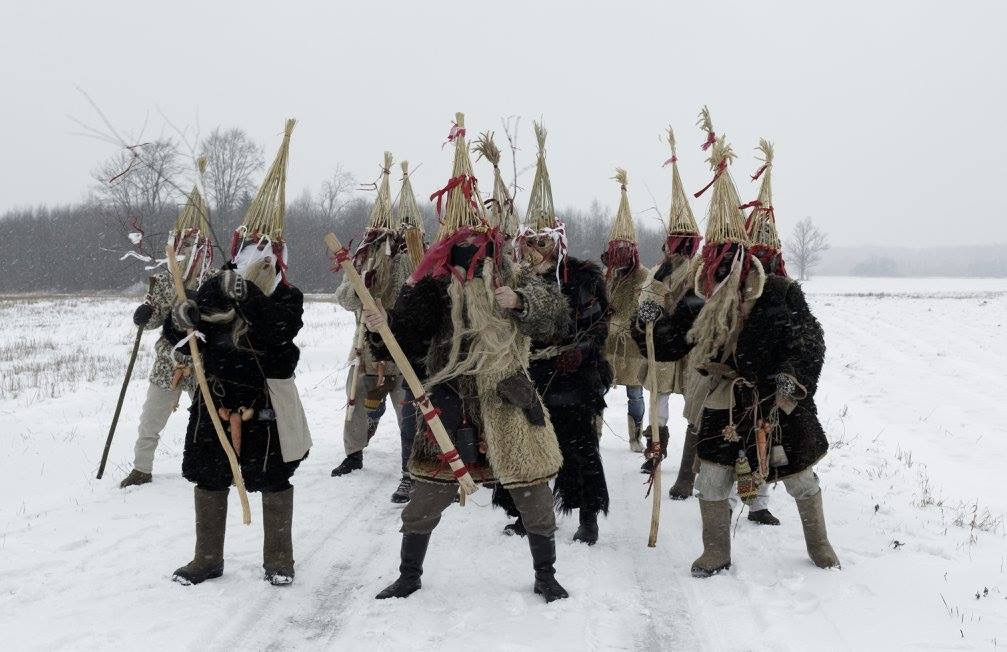
Mummenschanz in Lettland

Mummenschanz, im Neuhochdeutschen meist maskulin der Mummenschanz, im Frühneuhochdeutschen feminin die mumschanz, momschanz, genannt auch Mummerei, ist ursprünglich die Bezeichnung eines Glücksspiels mit Würfeln, das als Bestandteil von Maskenumzügen auch im Brauchtum von Fastnacht und Karneval eine Rolle spielte und seit dem 16. Jahrhundert die Bedeutung „Maskerade, Maskenspiel“ angenommen hat.

## Etymologie
Der Bestandteil -schanz geht zurück auf das mittelhochdeutsche Wort schanz(e) „Fall der Würfel, Würfelspiel“, allgemeiner auch „Spiel, Wagnis“, das seinerseits entlehnt ist aus altfranzösisch ch(e)ance, „Fall“, „glücklicher Zufall“, „glücklicher Fall der Würfel“, und heute noch in der Redensart jemandem etwas zuschanzen „jemandem einen Vorteil verschaffen, zu etwas Gutem verhelfen“ weiterlebt.
Die Herkunft des ersten Bestandteiles Mum(men)- ist dagegen nicht ganz sicher und wird einerseits zurückgeführt auf das mittelhochdeutsche Verb mummen oder mumman, das im 14. bis 16. Jahrhundert als Bezeichnung für ein Glücksspiel gebraucht wurde und in dieser Bedeutung seit 1351 belegt ist. Es kommt andererseits aber auch vom Wort mumme „Maske, verkleidete Gestalt“, das in dieser Bedeutung seit 1475 belegt ist, auch heute noch weiterlebt in den präfigierten Formen vermummen „maskieren, verkleiden“ und einmummen „in warme Kleidung einhüllen“ und seinerseits aus altfranzösisch momer (belegt seit 1263) „sich verkleiden, maskieren“ oder momon „Maske“ und dann in letzter Instanz aus spanisch und portugiesisch momo „Grimasse, Possenreisser, spöttische Gebärde“, oder aber aus einem lautmalerischen mummen „unverständlich sprechen“ hergeleitet wird.
Die Zusammensetzung mumschanz oder momschanz ist im Deutschen seit dem 16. Jahrhundert durch Redewendungen wie einen mumm(en)schanz schlagen, werfen, bringen vielfach belegt, und zwar sowohl als allgemeine Bezeichnung für das Glücksspiel mit Würfeln wie auch für die Sitte, zu den christlichen Fastenzeiten oder speziell zur eigentlichen Fastnacht mit Masken verkleidet fremde Haushalte zu besuchen und dort ein Würfelspiel anzubieten, ein Brauch, der in Deutschland und Frankreich verbreitet war und in England auch schon spätmittelalterliche Vorläufer besaß.
Falls mumschanz nicht von Anfang an durch Herkunft aus mumme „Maske, verkleidete Person“ eine Bezeichnung für „Würfelspiel von Mummen, verkleideten Personen“ war und erst nachträglich zu der Bedeutung „Würfelspiel“ verallgemeinert wurde, handelt es sich also um eine allgemeine Bezeichnung für „Würfelspiel“, die erst durch die Einbeziehung in das Brauchtum und sekundäre Assoziierung mit mumme „Maske, verkleidete Person“ auf dieses Brauchtum übertragen wurde. In der weiteren Entwicklung bis zum 18. Jahrhundert ging der Bezug zu Glücks- und Würfelspiel jedenfalls weitgehend verloren, sodass das Wort seither nur noch in der Bedeutung „Maskerade, Maskenspiel“ (meist mit abwertender Konnotation) geläufig geblieben ist.
Goethe schrieb 1825 ein Gedicht mit dem Titel Der Cölner Mummenschanz.

## Bräuche
Bei mit einer Mummerei verbundenen Vermählungsfeierlichkeit höherer Stände überbrachte der Bräutigam seiner Braut einen Mummenschanz, der Preis war in der Regel ein Kleinod.